# Lucius Domitius Ahenobarbus (konzul 16 př. n. l.)

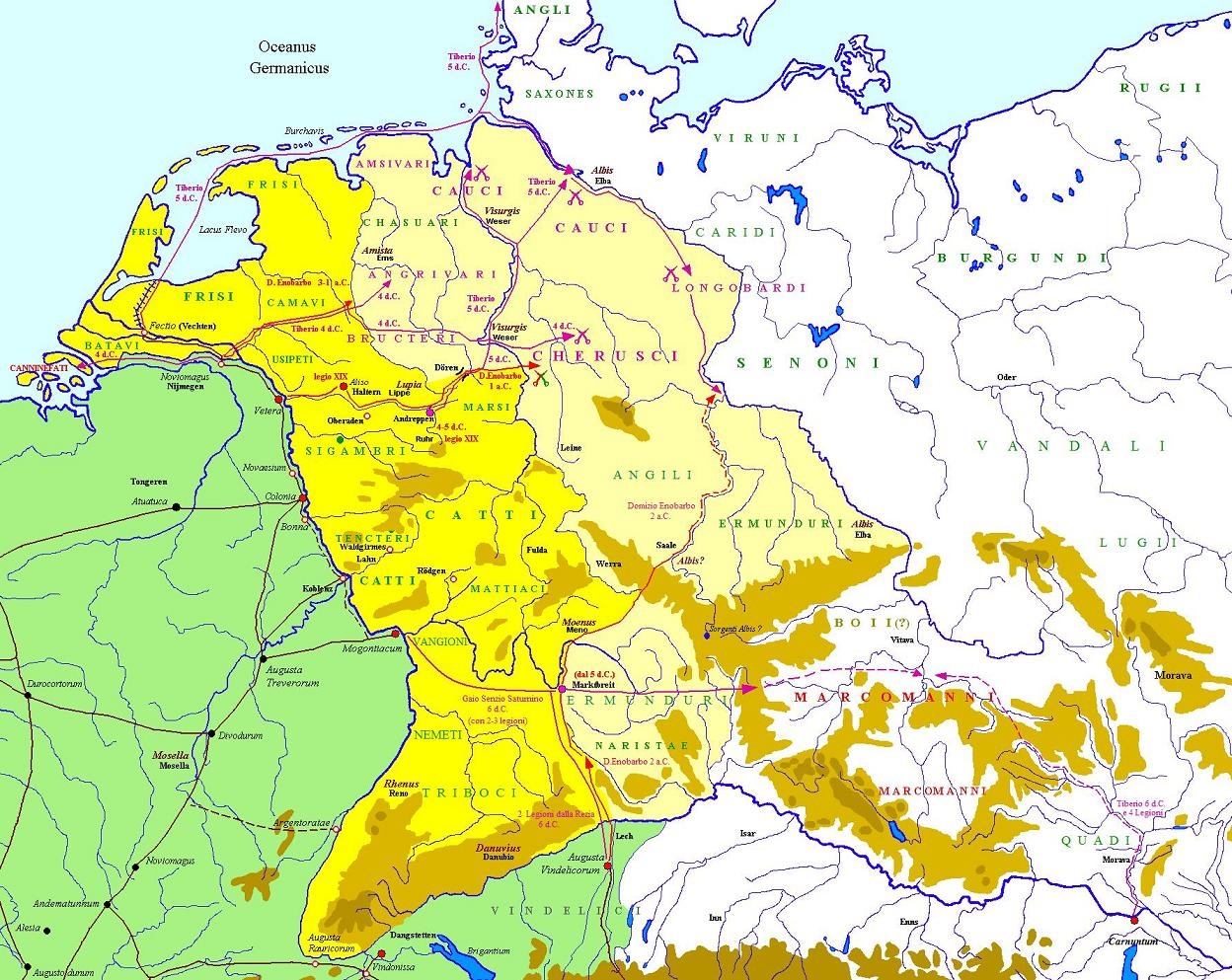
Mapa Ahenobarbova tažení v Germánii na přelomu letopočtu

Lucius Domitius Ahenobarbus (49 př. n. l. – 25 n. l.) byl římský konzul, senátor a vojevůdce. Jeho otcem byl konzul Gnaea Domitius Ahenobarbus a matka Aemilia Lepida, která byla příbuznou triumvira Marka Aemilia Lepida. Jeho babičkou z otcovy strany byla Porcia, sestra Cata mladšího. Ahenobarbus se oženil s Antonií Major, neteří císaře Augusta, přičemž se přes ní stal dědečkem císaře Nerona.

## Život
Jako mladý muž byl proslulým a oddaným vozatajem. V roce 36 př. n. l. byl v Tarantu na setkání Octaviana a Marka Antonia zasnouben s Antonií Major, dcerou Marka Antonia a Octavie Minor. V manželství s Antonií Major měl nejméně tři děti: Domitii Lepidu Major, Domitii Lepidu Minor (matku císařovny Valerie Messaliny) a Gnaea Domitia Ahenobarba, (otce císaře Nerona). V manželství mohl být další syn jménem Lucius a také třetí dcera.
V roce 22 př. n. l. byl aedilem a v roce 16 př. n. l. konzulem. Po svém konzulátu sloužil od roku 13 př. n. l. jako guvernér Afriky. Později se stal Tiberiovým nástupcem v římském tážení Germánii, kde od Rýna přešel až k Labi, přičemž pronikl v severovýchodní Evropě dál než kterýkoli z jeho předchůdců. Mezi Rýnem a Emží nechal přes bažiny vystavět římskou silnici zvanou Pontes Longi, podél níž se v roce 15 odehrála bitva u Pontes Longi. Za tyto úspěchy v Římě obdržel triumfální odznaky. Zemřel v roce 25.
Římský historik Suetonius ho popsal jako „arogantního, krutého, nechvalně známého a extravagantního“, přičemž zaznamenal četné případy jeho neúcty, včetně cenzury Lucia Munatia Planca, prokonzula Afriky a legáta Ilýrie.